# Larix hybrida
Larix hybrida là một loài thực vật hạt trần trong họ Pinaceae. Loài này được Schröd. mô tả khoa học đầu tiên năm 1894.